# Голова Ради національної безпеки і оборони України
Голова Ради національної безпеки і оборони України — найвища посадова особа в Україні у сфері національної безпеки та оборони держави, яку, згідно з Конституцією України виконує Президент України.
Під час реальної агресії-війни, очолює Ставку Верховного Головнокомандувача Збройних Сил України.

## Конституційний та законодавчий статус
В Україні ця посада вперше була введена в 1991 році.
Президент є Верховним головнокомандувачем Збройних Сил України згідно зі статтею 106 Конституції України. У разі збройної агресії проти України Президент приймає рішення щодо застосування Збройних Сил України з метою оборони держави від агресора. Згідно зі статтею 107 Конституції України, Президент очолює Раду національної безпеки та оборони України.
Згідно зі статтею 107 Конституції України та статтею 5 Закону України «Про Раду національної безпеки і оборони України», Головою Ради національної безпеки і оборони України є Президент України.
У разі дострокового припинення повноважень Президента України, відповідно до статей 108, 109, 110 і 111 Конституції України, виконання обов'язків Голови Ради національної безпеки і оборони України на період до обрання і вступу на пост нового Президента України покладається на Голову Верховної Ради України.

## Повноваження
Згідно зі статтею 11 Закону України «Про Раду національної безпеки і оборони України»,
Голова Ради національної безпеки і оборони України:
- 1) спрямовує діяльність і здійснює загальне керівництво роботою Ради національної безпеки і оборони України;

- 2) затверджує перспективні та поточні плани роботи Ради національної безпеки і оборони України, час і порядок проведення її засідань;

- 3) особисто головує на засіданнях Ради національної безпеки і оборони України;

- 4) дає доручення членам Ради національної безпеки і оборони України, пов'язані з виконанням покладених на неї функцій;

- 5) заслуховує поточну інформацію Секретаря Ради національної безпеки і оборони України про хід виконання її рішень, у разі необхідності виносить питання про стан виконання рішень Ради національної безпеки і оборони України на її засідання;

- 6) затверджує Положення про апарат Ради національної безпеки і оборони України, його структуру і штатну чисельність за поданням Секретаря Ради національної безпеки і оборони України;

- 7) здійснює інші повноваження, передбачені цим Законом.

## Чинний Голова РНБОУ
Наразі Головою Ради національної безпеки і оборони України є Президент України Зеленський Володимир Олександрович.